# Anthony Spinelli
Pour les articles homonymes, voir Spinelli.
Anthony Spinelli, né Samuel Weinstein le 21 février 1927 à Cleveland et décédé le 29 mai 2000, est un réalisateur de films pornographiques américain. Il a notamment réalisé Nothing To Hide et obtenu deux AVN Awards du meilleur réalisateur. Il est le père de Mitchell Spinelli, également réalisateur de films pornographiques, et le frère de l'acteur Jack Weston.

## Distinctions
- 1981 : AFAA Award Meilleur réalisateur (Best Director) pour Nothing to Hide[1]
- 1984 : AFAA Award Meilleur réalisateur (Best Director) pour Dixie Ray Hollywood Star[1]
- 1985 : AVN Award Meilleur réalisateur - Film (Best Director - Film) pour Dixie Ray, Hollywood Star
- 1993 : AVN Award Meilleur réalisateur - Vidéo (Best Director - Video) pour The Party

## Filmographie succincte
- Dixie Ray Hollywood Star (1983)
- Between the Sheets (1982)
- Nothing to Hide (1981)